# エドワード・スヒレベークス

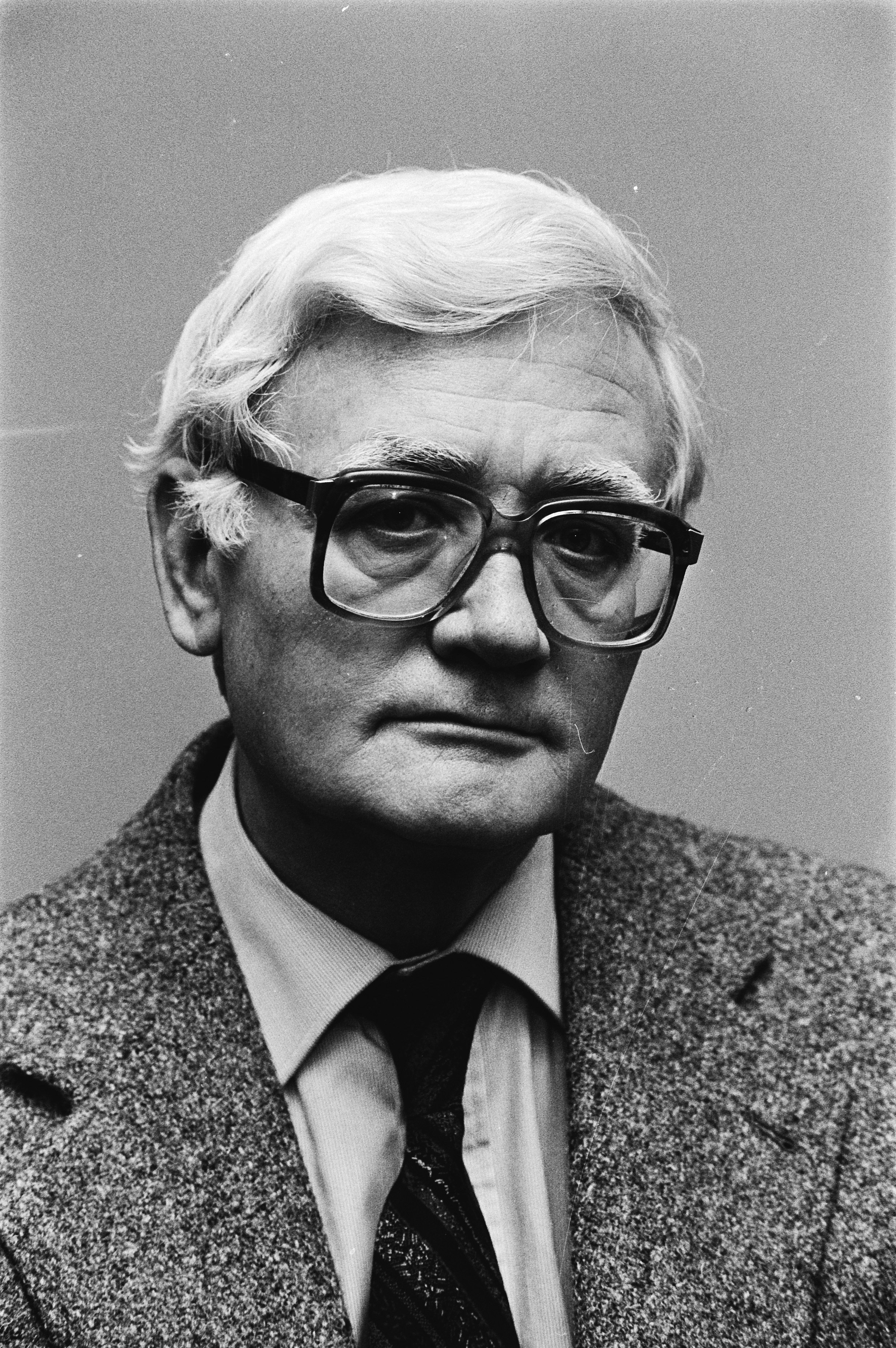
エドワード・スヒレベークス (1979)

エドワード・スヒレベークス（Edward Schillebeeckx, 1914年11月12日 - 2009年12月23日）は、ベルギー、アントウェルペン出身のローマ・カトリック教会の神学者、ドミニコ会士。スヒレベークあるいはスキレベークスとも表記される。
オランダのヘルダーランド州ナイメーヘンのラドバウド大学にて50年以上の間神学について教鞭をとり続けた。1982年にエラスムス賞を受賞している。神学に関する書物も多く出版されており、多くの言語に翻訳されている。彼の功績の中でもとくに1962年から1965年に開かれた第2バチカン公会議に関する功績は世界中で知られている。
主著はキリスト論に関する3部作で、特に1974年刊行の第1作 Jezus, het verhaal van een levende の現代カトリック神学における新鮮なイエス像が注目された。この書はその神学的新しさ故に信仰に反していないか教皇庁の教理省が審査検討対象としたが、弾劾はされなかった。この第1作の日本語訳は1994年から1999年にかけて新世社から『イエス : 一人の生ける者の物語』全3巻として刊行された（ISBN 4915623718、ISBN 4915623661、ISBN 4883820068）。続くキリスト論の第2作は1977年刊行の Gerechtigheid en liefde で、第3作は1989年刊行の Mensen als verhaal van God である。第2作と第3作にはそれぞれ英語訳 Christ: The Christian Experience in the Modern World, ISBN 0334001730 および Church: The Human Story of God, ISBN 082451050X がある。
2009年12月23日、ナイメーヘンにて95歳で死去した。